# Cheilanthes catanensis
Cheilanthes catanensis là một loài thực vật có mạch trong họ Adiantaceae. Loài này được (Cosent.) H.P. Fuchs miêu tả khoa học đầu tiên năm 1961.